# Teasing Master Takagi-san
Teasing Master Takagi-san (jap. からかい上手の高木さん Karakai jōzu no Takagi-san) – manga autorstwa Sōichirō Yamamoto, publikowana od czerwca 2013 na łamach magazynu „Gekkan Shōnen Sunday Mini”, a następnie przeniesiona do „Gekkan Shōnen Sunday”, gdzie ukazywała się od lipca 2016 do października 2023.
Na podstawie mangi studio Shin-Ei Animation wyprodukowało 3 serie anime, które emitowane były w latach 2018–2022, oraz film kinowy.
W 2021 roku manga zdobyła 66. Nagrodę Shōgakukan Manga w kategorii shōnen.

## Fabuła
Nishikata i Takagi siedzą obok siebie w klasie. Takagi lubi dokuczać Nishikacie, płatając mu różne figle i żarty. W odpowiedzi, Nishikata obmyśla sposoby jak się odegrać, jednakże nie udaje mu się to, gdyż każdy plan, który obmyśli, jest przewidywany przez Takagi i wykorzystywany przeciwko niemu, w wyniku czego Nishikata zawsze jest tym przegranym. Potajemnie jednak Takagi jest w nim zakochana i zachwyca się jego reakcjami oraz tym, jak łatwo może go zawstydzić.

## Bohaterowie
- Takagi (jap. 高木さん Takagi-san)

Seiyū: Rie Takahashi 
Przyjaciółka i koleżanka z ławki Nishikaty, któremu często dokucza. Chociaż jest dość złośliwa w stosunku do niego, potrafi być też miła i opiekuńcza. Codziennie dokucza Nishikacie, zawsze wyprzedzając go o krok, demonstrując w ten sposób swoją przebiegłość i zaradność. Jednak wszystko to jest tylko wymówką, by zbliżyć się do niego, ponieważ jest w nim głęboko zakochana. Łączy żarty i niejednoznaczne zwroty miłosne i zdaje sobie sprawę, że trudno jej być szczerą w tym, co czuje. Uwielbia obserwować reakcje Nishikaty na jej żarty.
- Nishikata (jap. 西片くん Nishikata-kun)

Seiyū: Yuki Kaji 
Kolega z ławki Takagi i cel jej przekomarzań. Stale myśli o sposobach jak się na niej odegrać, ale Takagi zawsze wykorzystuje sytuację i udaremnia jego plany. Nishikata nie chciał przyznać, że może lubić Takagi bardziej niż jako przyjaciółkę, aż do późniejszego etapu serii, kiedy to uświadomił sobie swoje uczucia do niej.
- Mina Hibino (jap. 日比野 ミナ Hibino Mina)

Seiyū: Konomi Kohara 
Dziecinna dziewczyna z dużymi brwiami. Jest przyjaciółką Yukari i Sanae.
- Yukari Tenkawa (jap. 天川 ユカリ Tenkawa Yukari)

Seiyū: M.A.O 
Przyjaciółka Miny i Sanae. Nosi okulary. Chociaż stara się zachować pozory dojrzałości jako przewodnicząca klasy, regularnie pozwala koleżankom spisywać swoje odpowiedzi, aby nikt nie zawiódł.
- Sanae Tsukimoto (jap. 月本 サナエ Tsukimoto Sanae)

Seiyū: Yui Ogura 
Najlepsza przyjaciółka Miny. Jest dosadna w rozmowach z ludźmi i łatwo wpada w złość podczas rozmów z chłopcami. Ma stoicki wyraz twarzy, a także jest dobra w sporcie. Jej starsza siostra jest nauczycielką wychowania fizycznego.
- Nakai (jap. 中井)

Seiyū: Yuma Uchida 
Kolega z klasy i przyjaciel Nishikaty. Jest chłopakiem Mano.
- Mano (jap. 真野)

Seiyū: Kotori Koiwai 
Koleżanka z klasy Nishikaty i Takagi. Nosi krótkie ciemne włosy z małymi warkoczami. Jest dziewczyną Nakaia.
- Takao (jap. 高尾)

Seiyū: Nobuhiko Okamoto 
Jeden z bliskich przyjaciół Nishikaty wraz z Kimurą. Nosi okulary i ma wystające zęby.
- Kimura (jap. 木村)

Seiyū: Fukushi Ochiai 
Jeden z przyjaciół Nishikaty wraz z Takao. Ma nadwagę i nie lubi biegać.
- Pan Tanabe (jap. 田辺先生 Tanabe-sensei)

Seiyū: Hinata Tadokoro 
Wychowawca Nishikaty i Takagi.
- Hamaguchi (jap. 浜口)

Seiyū: Kōki Uchiyama 
Jeden z przyjaciół Nishikaty. Stara się zachowywać dojrzale, aby zdobyć uwagę Houjou.
- Houjou (jap. 北条さん Hōjō-san)

Seiyū: Aoi Yūki 
Koleżanka z klasy, która podobno lubi dojrzałe osoby.
- Sumire Takagawa (jap. 鷹川すみれ Takagawa Sumire)

Seiyū: Madoka Asahina 
Bliska przyjaciółka Takagi z charakterystycznym kucykiem. Podobnie jak Takagi, lubi długie spacery.
- Chi Nishikata (jap. 西片ちー Nishikata Chi)

Seiyū: Yume Miyamoto 
Córka Takagi i Nishikaty. Jest jedną z głównych bohaterek spin-offu Karakai jōzu no (moto) Takagi-san, którego akcja rozgrywa po wydarzeniach z głównej serii.

## Manga
Pierwszy rozdział mangi został opublikowany 12 czerwca 2013 w czasopiśmie „Gekkan Shōnen Sunday Mini”, do głównego zaś magazynu, „Gekkan Shōnen Sunday”, seria została przeniesiona 12 lipca 2016, gdzie była publikowana do 12 października 2023. Całość zebrano w 20 tankōbonach, wydawanych od 12 czerwca 2014 do 12 stycznia 2024 nakładem wydawnictwa Shōgakukan.
| Nr | Data wydania (język japoński) | ISBN (język japoński)  |
| -- | ----------------------------- | ---------------------- |
| 1  | 12 czerwca 2014               | ISBN 978-4-09-125015-5 |
| 2  | 12 listopada 2014             | ISBN 978-4-09-125527-3 |
| 3  | 11 grudnia 2015               | ISBN 978-4-09-126650-7 |
| 4  | 12 października 2016          | ISBN 978-4-09-127389-5 |
| 5  | 10 lutego 2017                | ISBN 978-4-09-127541-7 |
| 6  | 10 sierpnia 2017              | ISBN 978-4-09-127735-0 |
| 7  | 12 grudnia 2017               | ISBN 978-4-09-128062-6 |
| 8  | 9 lutego 2018                 | ISBN 978-4-09-128152-4 |
| 9  | 12 lipca 2018                 | ISBN 978-4-09-128330-6 |
| 10 | 12 lutego 2019                | ISBN 978-4-09-128860-8 |
| 11 | 4 lipca 2019                  | ISBN 978-4-09-943054-2 |
| 12 | 12 grudnia 2019               | ISBN 978-4-09-129526-2 |
| 13 | 12 marca 2020                 | ISBN 978-4-09-850034-5 |
| 14 | 12 sierpnia 2020              | ISBN 978-4-09-850210-3 |
| 15 | 12 lutego 2021                | ISBN 978-4-09-850449-7 |
| 16 | 10 września 2021              | ISBN 978-4-09-850691-0 |
| 17 | 12 stycznia 2022              | ISBN 978-4-09-850848-8 |
| 18 | 8 czerwca 2022                | ISBN 978-4-09-851171-6 |
| 19 | 10 marca 2023                 | ISBN 978-4-09-851763-3 |
| 20 | 12 stycznia 2024              | ISBN 978-4-09-853097-7 |

Spin-off, zatytułowany Ashita wa doyōbi (jap. あしたは土曜日), był wydawany w magazynie „Yomiuri Chūkōsei Shimbun” od 7 listopada 2014 do listopada 2015 i został zebrany w 2 tankōbonach. Seria ta została również zaanimowana w ramach adaptacji anime z 2018 roku.
Drugi spin-off, zatytułowany Koi ni koisuru Yukari-chan (jap. 恋に恋するユカリちゃん), był wydawany w magazynie „Gekkan Shōnen Sunday” od 12 lipca 2017 do 11 kwietnia 2020 roku i został zebrany w 5 tankōbonach.
Trzeci spin-off, zatytułowany Karakai jōzu no (moto) Takagi-san (jap. からかい上手の（元）高木さん), ukazywał się w aplikacji MangaONE od 15 lipca 2017 do 24 lipca 2024. Według stanu na 10 maja 2024, do tej pory wydano 21 tomów.

## Anime
Adaptacja w formie telewizyjnego serialu anime została ogłoszona na łamach magazynu „Gekkan Shōnen Sunday” w numerze 8/2017. Seria została wyprodukowana przez studio Shin-Ei Animation. Za reżyserię odpowiadał Hiroaki Akagi, scenariusz napisał Michiko Yokote, natomiast postacie zaprojektowała Aya Takano. 12-odcinkowy serial emitowany był od 8 stycznia do 26 marca 2018 w Tokyo MX i innych stacjach. Odcinek OVA został dołączony wraz z 9. tomem mangi, który został wydany 12 lipca 2018. Licencję na dystrybucję serii poza Azją posiada Crunchyroll
10 stycznia 2019 ogłoszono, że serial otrzyma drugi sezon. Był emitowany od 7 lipca do 22 września 2019 w Tokyo MX i innych stacjach, odcinki w Japonii były zaś streamowane wyłącznie na platformie Netflix; światowa premiera na tejże platformie odbyła się 6 grudnia.
Trzeci sezon oraz film zapowiedziano oficjalnie we wrześniu 2021. Trzeci sezon był emitowany w paśmie Super Animeism na antenie MBS i innych stacjach od 8 stycznia do 26 marca 2022. Prawa do dystrybucji trzeciego sezonu oraz filmu poza Azją posiada Sentai Filmworks.
Premiera filmu odbyła się 10 czerwca 2022.

### Ścieżka dźwiękowa
| Seria          | Odcinki  | Tytuł                                                                                     | Wykonawcy     | Źródło   |
| Czołówka       | Czołówka | Czołówka                                                                                  | Czołówka      | Czołówka |
| -------------- | -------- | ----------------------------------------------------------------------------------------- | ------------- | -------- |
| 1              | 1–12     | „Iwanai kedo ne.” (jap. 言わないけどね。)                                                 | Yuiko Ōhara   | [ 41 ]   |
| 2              | 1–12     | „Zero Centimeters” (jap. ゼロセンチメートル Zero senchimētoru)                            | Yuiko Ōhara   | [ 51 ]   |
| 3              | 1–12     | „Massugu” (jap. まっすぐ)                                                                 | Yuiko Ōhara   | [ 52 ]   |
| Napisy końcowe |          |                                                                                           |               |          |
| 1              | 1–2      | „Kimagure Romantic” (jap. 気まぐれロマンティック Kimagure romantikku)                     | Rie Takahashi | [ 53 ]   |
| 1              | 3–4      | „AM11:00”                                                                                 | Rie Takahashi | [ 53 ]   |
| 1              | 5–6      | „Jitensha” (jap. 自転車)                                                                  | Rie Takahashi | [ 54 ]   |
| 1              | 7–8      | „Kaze fukeba koi” (jap. 風吹けば恋)                                                       | Rie Takahashi | [ 55 ]   |
| 1              | 9–10     | „Chiisana koi no uta” (jap. 小さな恋のうた)                                               | Rie Takahashi | [ 56 ]   |
| 1              | 11       | „Ai uta” (jap. 愛唄)                                                                      | Rie Takahashi | [ 55 ]   |
| 1              | 12       | „Deatta koro no yō ni” (jap. 出逢った頃のように)                                          | Rie Takahashi | [ 55 ]   |
| 2              | 1        | „Kanade” (jap. 奏)                                                                        | Rie Takahashi | [ 57 ]   |
| 2              | 2        | „Konayuki” (jap. 粉雪)                                                                    | Rie Takahashi | [ 58 ]   |
| 2              | 3–4      | „Kiseki” (jap. キセキ)                                                                    | Rie Takahashi | [ 59 ]   |
| 2              | 5–6      | „Arigatō” (jap. ありがとう)                                                               | Rie Takahashi | [ 60 ]   |
| 2              | 7        | „STARS”                                                                                   | Rie Takahashi | [ 61 ]   |
| 2              | 8–9      | „Anata ni” (jap. あなたに)                                                                | Rie Takahashi | [ 62 ]   |
| 2              | 10–11    | „Iwanai kedo ne.” (jap. 言わないけどね。)                                                 | Rie Takahashi | [ 63 ]   |
| 2              | 12       | „Yasashii kimochi” (jap. やさしい気持ち)                                                  | Rie Takahashi | [ 64 ]   |
| 3              | 1        | „Yume de aetara” (jap. 夢で逢えたら)                                                      | Rie Takahashi | [ 65 ]   |
| 3              | 2–3      | „Over Drive”                                                                              | Rie Takahashi | [ 66 ]   |
| 3              | 4–5      | „Himawari no yakusoku” (jap. ひまわりの約束)                                              | Rie Takahashi | [ 67 ]   |
| 3              | 6        | „Gakuen tengoku” (jap. 学園天国)                                                          | Rie Takahashi | [ 68 ]   |
| 3              | 7–8      | „Joyful” (jap. じょいふる Joifuru)                                                        | Rie Takahashi | [ 69 ]   |
| 3              | 9        | „Santa Claus Is Comin’ to Town” (jap. サンタが町にやってくる Santa ga machi ni yattekuru) | Rie Takahashi | [ 70 ]   |
| 3              | 10–11    | „Snow Magic Fantasy” (jap. スノーマジックファンタジー Sunō majikku fantajī)               | Rie Takahashi | [ 71 ]   |
| 3              | 12       | „Hana” (jap. 花)                                                                          | Rie Takahashi | [ 72 ]   |

## Gra
Gra mobilna, zatytułowana Karakai jōzu no Takagi-san: Kyun-kyun Records, została wydana na systemy Android i iOS wiosną 2022.

## Odbiór
W grudniu 2016 manga liczyła ponad 1 milion egzemplarzy w obiegu. Do lutego 2018 liczba ta wzrosła do 4 milionów, natomiast w sierpniu 2021 liczba sprzedanych egzemplarzy przekroczyła 10 milionów.